# Phillips Collection
Duncan Phillips művészettörténész és műgyűjtő 1921-ben saját házában rendezte be és nyitotta meg a modern művészeti és klasszikus alkotásokból álló képgyűjteményének múzeumát, a Phillips Memorial Galleryt. Napjainkban is Duncan Phillips egykori palotájában tekinthető meg a gyűjtemény.
Címe: Phillips Gyűjtemény, Georgetown negyed, 1600 21st Street NW, Washington, Egyesült Államok.

## A gyűjtemény jellege
A gyűjteményben a klasszikusok mellett (El Greco, Goya) elsősorban a 19. század második felétől jelentkező modern festészeti irányzatok képviselőinek alkotásait tanulmányozhatjuk. Néhány nagy festő neve a modernek közül: Honoré Daumier (1808-1879), Édouard Manet (1832-1883), Van Gogh (1853-1890), Alfred Sisley (1839-1899), Pierre-Auguste Renoir (1841-1919), Edgar Degas (1834-1917), Amedeo Modigliani (1884-1920), Vaszilij Kandinszkij (1866-1944), Pablo Picasso (1881-1973), Joan Miró (1893-1983), Clifford Still, Philipp Guston.

## A gyűjtemény története
A gyűjtemény létrejötte teljes egészében Phillips Duncan (1886-1966) személyéhez kötődik.  Gazdag pittsburghi bankárcsaládból származott. A Yale egyetemen végezte el a művészettörténet szakot, első szakcikke a modern művészetekről 1905-ben jelent meg. Testvérével Európába utazott, jártak Párizsban is, s ekkor határozták el, hogy gyűjteni fogják a modern művészeti alkotásokat. A modern művészeti alkotásokat éppen olyan fontosnak tartották, mint a klasszikusokat. 1916-tól kezdtek képeket gyűjteni, de mihelyt apját és testvérét elvesztette ugyanazon a napon, utána már teljesen a képgyűjtésnek szentelte az idejét mintegy menekülésképpen. Már 1918-ban megalapította a Phillips Memorial Art Gallery-t apja és testvére tiszteletére. Az 1921-es megnyitáskor 230 festménye volt, ezt szorgalmasan gyarapította tovább 1966-ban bekövetkezett haláláig.
Auguste Renoir Evezősök reggelije c. képét 1923-ban vásárolta Durand Ruel párizsi műkereskedőtől. Annyira szerette ezt a képet, hogy azt nyilatkozta róla, ez az egy kép felér az összes Tizianóval vagy Rubensszel.
2006-ban jelentős felújítást kellett végezni a műgyűjtő egykori palotáján, ennek következtében mód nyílt arra, hogy vándorkiállítást rendezzenek Londonban és Párizsban a gyűjtemény válogatott darabjaiból. A párizsi kiállítás tudósítója, Nánási Regina jelezte, hogy óriási volt az érdeklődés, különös tekintettel az impresszionistákra. Renoir mellett Van Gogh és Degas művei is elnyerték a közönség tetszését.

## Galéria

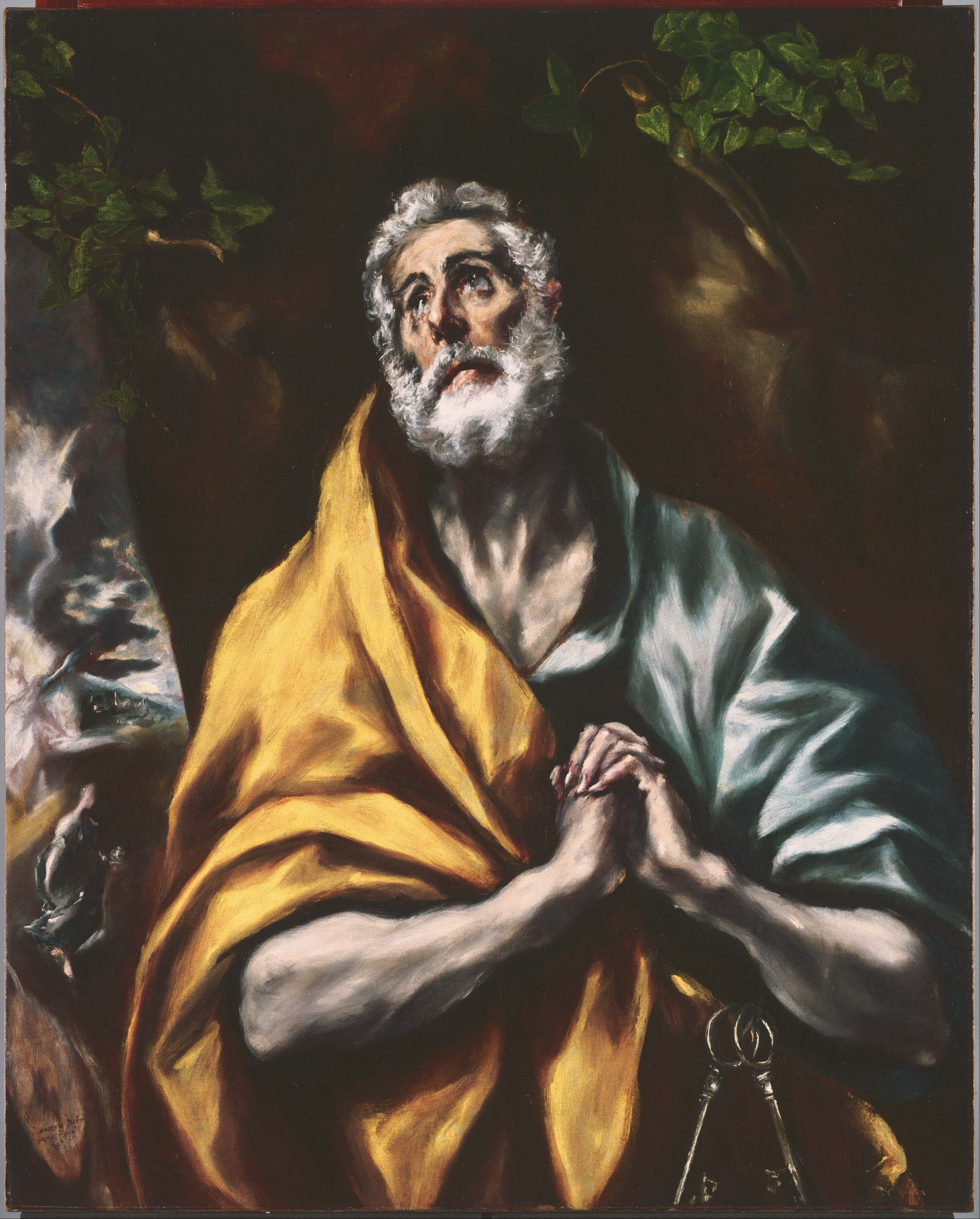
El Greco
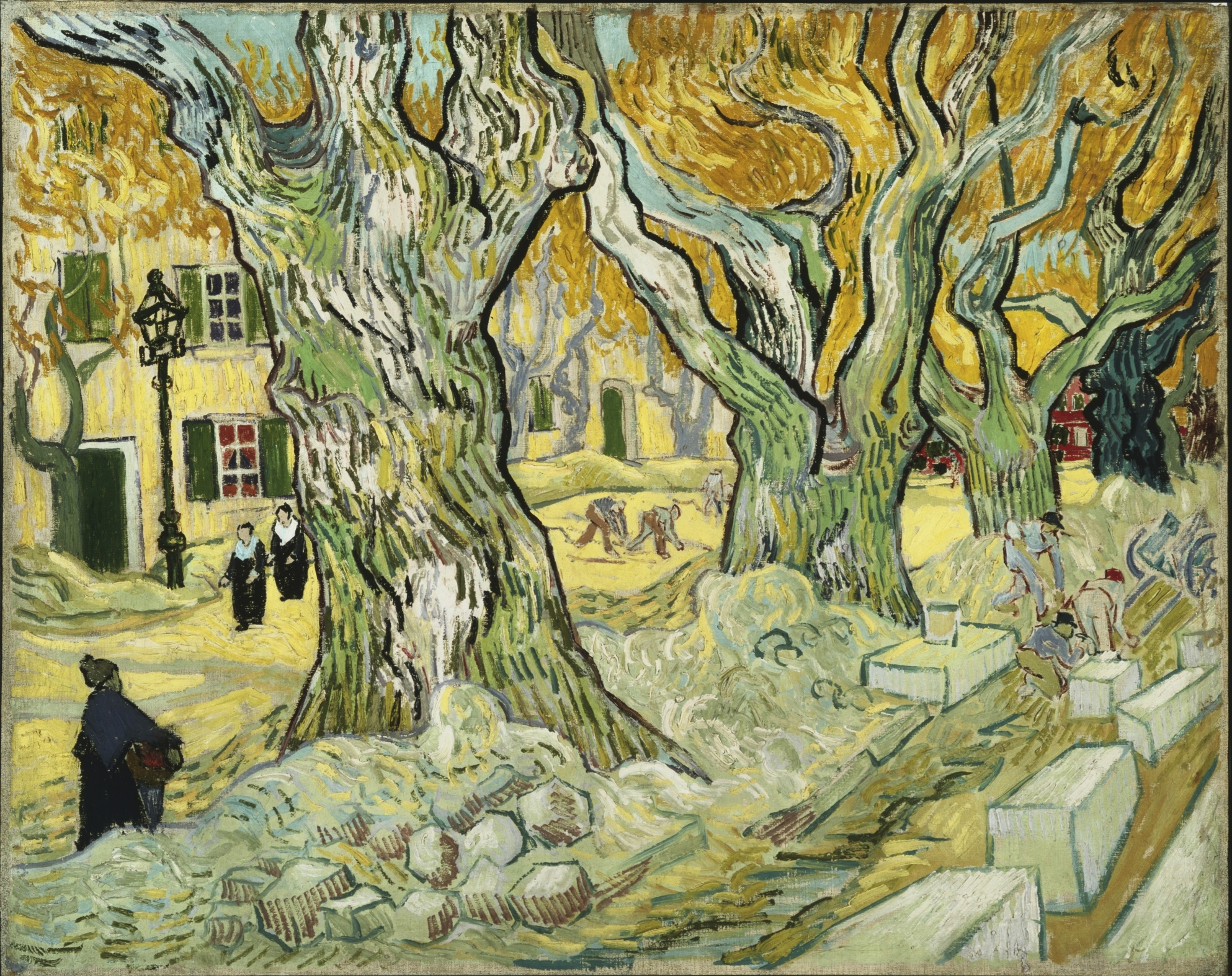
Vincent van Gogh
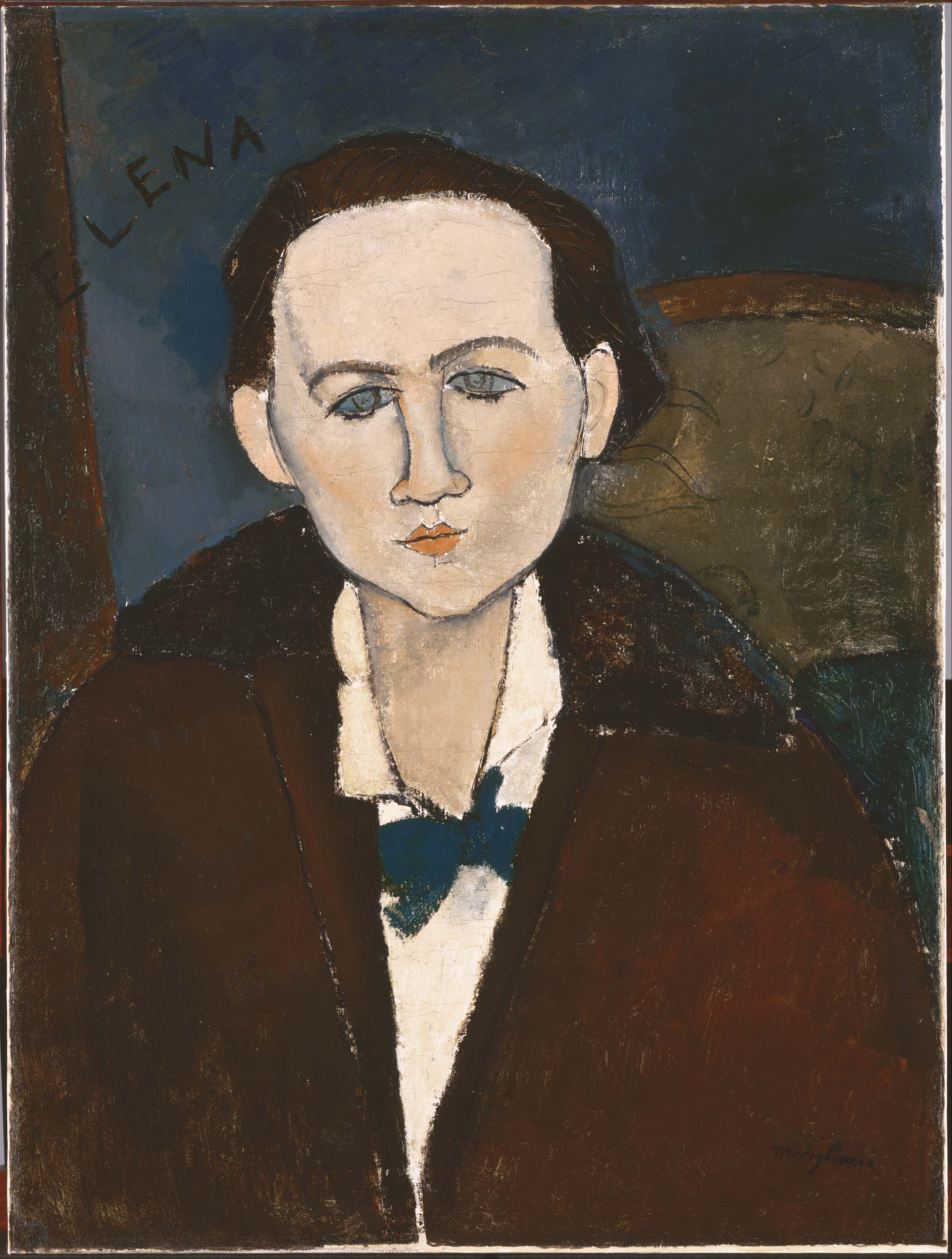
Amedeo Modigliani: Elene Pavlowski
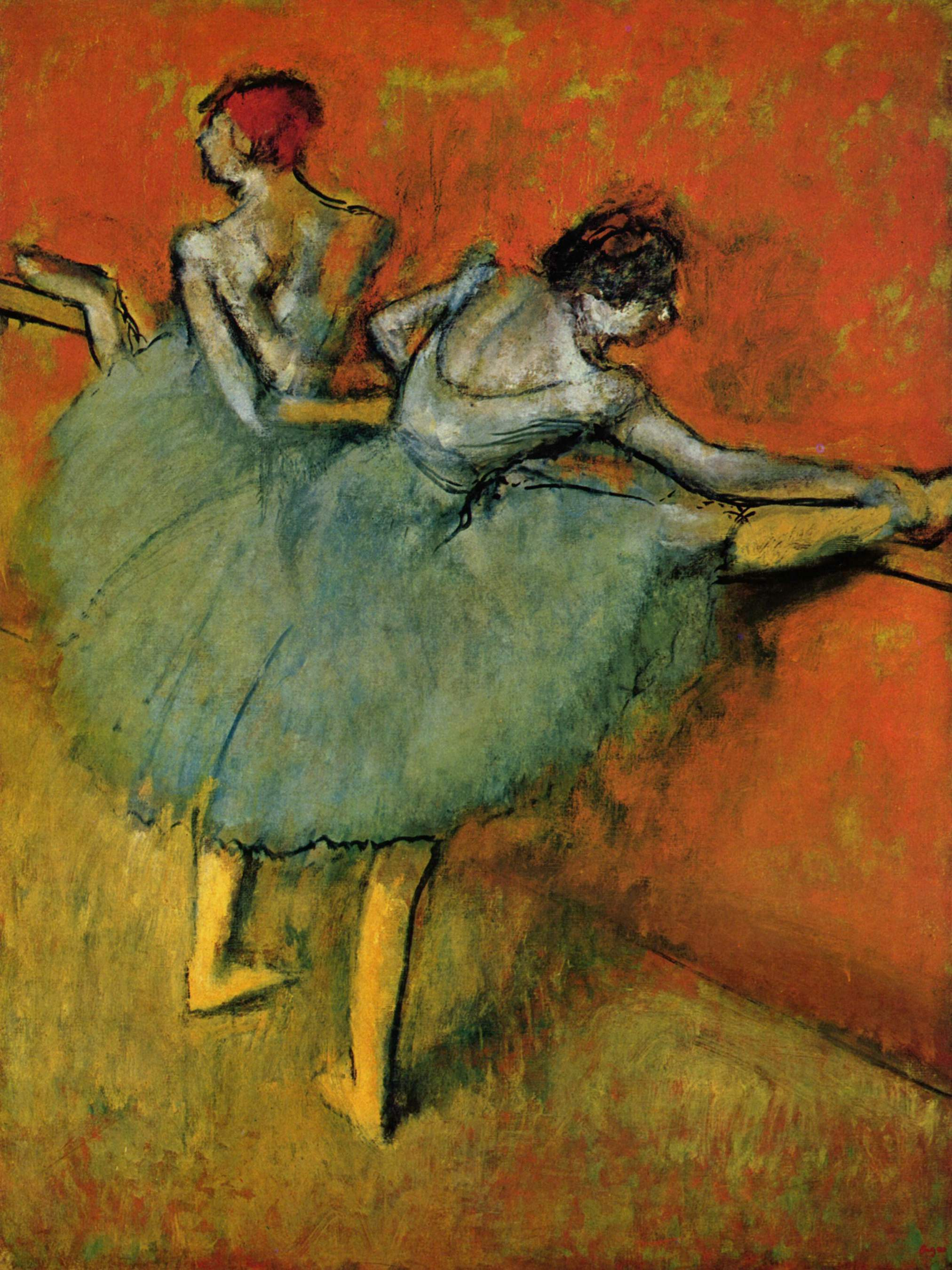
Edgar Degas